# Pholcus yoshikurai
Pholcus yoshikurai (Japans:ヨシクラユウレイグモ,Yoshikura-yūreigumo) is een spinnensoort uit de familie trilspinnen (Pholcidae). De soort komt voor in Japan.